# Philip Hollom
Philip Arthur Dominic Hollom (Bickley, 9 de junio de 1912 – 20 de junio de 2014) fue un ornitólogo británico. 

## Biografía
Hollom fue el segundo de cinco hermanos. Su hermano menor, Sir Jasper Hollom fue gobernador del Banco de Inglaterra desde 1970 hasta 1980.
En marzo de 1951 se convirtió en miembro del consejo de redacción de la revista British Birds dirigida por aquel entonces por Max Nicholson, al que sucedió en 1960. Nicholson, que se quedó en el consejo de redacción, y Hollom abandonaron el consejo en 1972 y fueron sustituidos por Ian Wallace y Malcolm Ogilvie.
Hollom fue miembro del Consejo y vicepresidente de la Sociedad Ornitológica del Oriente Próximo. Fue el primer presidente del British Birds Rarities Committee y en 1954 fue premiado con la medalla Tucker de la British Trust for Ornithology y la medalla de la British Ornithologists' Union «por su extraordinaria contribución a la BOU y a la ornitología» en 1984.
Vivió en Hydestyle, Surrey, desde mediados de los 80 hasta su muerte el 20 de junio de 2014 a la edad de 102 años. Fue miembro del BOU durante 81 años. Hollom vivió más que su hija y sus dos hijos.